# 가네코 미쓰하루
가네코 미쓰하루(일본어: 金子光晴 かねこみつはる[*])는 일본의 시인이자 화가이다. 메이지 시대에 태어나 쇼와 시대의 격동기를 살면서, 일본의 군국주의와 전쟁에 대하여 반대하는 왕성한 활동을 했다.

## 생애 및 활동
가네코 미쓰하루는 1895년 12월 25일, 아이치현 쓰시마에서 술집을 하는 집안의 아들로 태어났다. 1897년에는 부친의 사업 실패로 나고야로 이사를 가서, 두 살 때 시미즈구미(清水組)의 나고야 출장소 주임이던 가네코 쇼타로(金子荘太郎)의 양자가 된다. 양자로 입양된 이후에는 부유하게 자랄 수 있었으나 전근대적인 가정의 분위기와 16세의 어린 양모 사이에서 정신적으로 불안하고 우울한 청소년기를 보내게 된다. 이후 와세다 대학 인문학 계열, 도쿄 미술학교 일본화과, 게이오기주쿠 대학 문학부에서 각각 공부했으나 모두 중퇴한다.
유럽을 방랑하던 1919년 1월에는 카네코 야스카즈(金子保和)라는 필명으로 처녀 시집 《적토의 집(赤土の家)》을 발간한다. 이후 영국 리버풀을 거쳐 벨기에 브뤼셀에서 1년 반 동안 서양 미술을 접하며 사색의 시간을 보낸다.
1924년에는 도쿄로 돌아가서, 소설가를 지망하던 모리 미치요(森三千代)와 사귀게 되고, 이해 7월에 모리가 임신하자 금전적인 어려움을 겪으며 야반 도주하는 생활을 한다. 1926년과 1927년에는 상하이에서 부부가 몇 개월 씩 머물며 루쉰 등과 친분을 나눈다. 이 시기에 아내 모리 미치요는 미술평론가 히지카타 데이이치(土方定一)와 사랑에 빠지게 된다. 1927년 5월에는 아내 모리 미치요와 공저로 《상어 가라앉다(鱶沈む)》를 발행한다. 1928년부터는 아내와 애인을 떼어 놓기 위해 그녀가 동경하던 유럽에 함께 가자고 제안한다. 그는 당시의 상황을 "일본에서의 생활은 막다른 곳까지 몰려 스스로 생각해도 매우 위험한 이번 여행에 몸을 맏기게 되어버렸다."라고 회고했다. 이후 부부는 유럽을 떠돌며 액자 만들기, 보따리상 등으로 생계를 잇는다.
1935년에는 9월에는 《상어(鮫)》, 12월에는 《등대(灯台)》를 발표하는 등, 일본의 사회체제를 비판하는 시를 점차 발표하게 된다. 1937년에는 모리와 중국 북부를 여행하며 일본군의 대륙 진출에 대한 회의를 느끼게 된다. 이해 8월에는 시집 《상어(鮫)》를 발행한다. 이 시집의 서문에서 작가는 "매우 화가 났을 때나, 경멸하고 싶을 때, 누군가를 놀려주고 싶을 때 이외에는 이후 시를 짓지 않을 생각입니다."라고 썼다. 1944년에는 장남에게 징집영장이 떨어지자 평소 만성기관지염을 앓고 있던 아들의 병세를 더욱 악화시켜 징집 면제를 받게 한다.
1948년 시인 지망생 오오코우치 레이코(大河内令子)와 연애를 시작하게 되어, 이후 모리 미치요와 이혼과 번복을 반복한다. 같은 해 4월에 시집 《낙하산(落下傘)》, 9월에는 시집 《나방(蛾)》을 각각 발행한다.
1975년 4월에는 유서를 썼으며, 6월 30일 오전 11시 30분, 기관지 천식에 의한 급성 심부전으로 자택에서 사망하였다.